# Casa Ignasi Font
La Casa Ignasi Font és un monument del municipi de Vilanova i la Geltrú (Garraf) protegit com a bé cultural d'interès local.

## Descripció
És un edifici entre mitgeres format per planta baixa, tres pisos i golfes. La coberta és plana. La façana presenta una estructura simètrica. A la planta baixa hi ha tres obertures d'arc escarser, mentre que als pisos els balcons són allindanats i de volada minvant en alçaria. L'edifici és coronat amb una cornisa motllurada.
L'element més remarcable de la façana és la decoració de terracota en bandes verticals entre els balcons amb motius vegetals i medallons figuratius. Són també interessants les mènsules de pedra amb decoració vegetal i figurativa que es troben sota els balcons.

## Història
L'edifici de Can Font va ser construït a mitjans de segle xix, d'acord amb la inscripció que figura a la clau de l'arc del portal d'entrada. Bastit al nucli més antic de Vilanova seguint les pautes estètiques del Romanticisme, constitueix l'únic exemple de la vila d'una arquitectura que utilitza com a elements ornamentals de la façana les bandes verticals de terracota sense esmaltar, característiques de les construccions romàntiques catalanes.